# Колузаев, Георгий Александрович
Гео́ргий Алекса́ндрович Колуза́ев (1882—1938) — командир вооруженного отряда рабочих железнодорожных мастерских во время подавления антисоветского Осиповского мятежа в Ташкенте в январе 1919 года, левый эсер. В 1918 году член военной коллегии Туркестанской республики.

## Биография
Г. А. Колузаев в 1917 году был фельдфебелем 1-го Сибирского стрелкового запасного полка, в 1918—1919 годах командовал вооруженным отрядом рабочих Ташкентских железнодорожных мастерских и принимал активное участие в подавлении антисоветского восстания Осипова в Ташкенте в январе 1919 года. В 1918 году он был членом военной коллегии Туркестанского края. Колузаев был личным другом председателя СНК Туркестанской республики Ф. Колесова.
В 1918 году Колузаев участвовал в Колесовском походе на Бухару в качестве командира отдельного подразделения — Первого Ташкентского революционного боевого отряда.
В марте 1918 он был членом туркестанской делегации на переговорах о заключении мирного соглашения с Бухарским эмиром после неудавшегося «похода».
В 1918—1919 годах Колузаев был одним из командиров «Ташкентско-Перовского отряда Степанова-Колузаева».

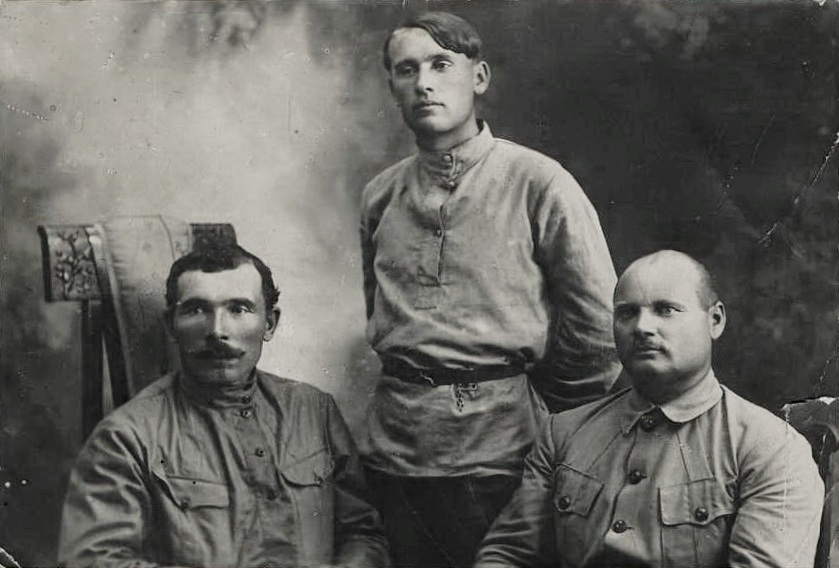
Георгий Александрович Колузаев (на фотографии — слева, на стуле с высокой спинкой), зампред Ташсовета В. Н. Финкельштейн (в центре), редактор газеты «Красноармеец» Михаил Троицкий (справа)

В мае-июле 1919 года Колузаев был командующим Актюбинским (Северо-Восточным) фронтом Туркестанской Республики, и одновременно командиром «Ташкентского отдельного (Колузаевского) отряда». В результате неудачного командования и отступления к Кандагачу и Эмбе он был отстранен от командования фронта.
В июле 1919 года в результате конфликта с новым командующим Актюбинским фронтом Астраханцевым и комиссаром Кобозевым Колузаев решил покинуть фронт и вместе со своим отрядом вернуться в Ташкент. На станции Челкар его отряд был разоружен и впоследствии расформирован, а Колузаев арестован и доставлен в Ташкент.
3 мая 1920 постановлением прибывшей в Ташкент Турккомиссии ВЦИК и СНК РСФСР «дело Колузаева» было передано в Ревтрибунал. Кобозев был полностью оправдан, а Колузаев признан виновным. 30 июля 1920 Ревтрибунал ТуркРеспублики приговорил Колузаева к «лишению свободы на 5 лет с заменой этого наказания по амнистии и направлением на Западный фронт».
В 1932 году Колузаев написал мемуары о Гражданской войне в Туркестане, судьба которых осталась неизвестной.
В 1937 году Георгий Александрович Колузаев проживал в городе Янгиюле Узбекской ССР и был персональным пенсионером.
Арестован 30 апреля 1937 года и осуждён 5 ноября 1937 года по 58 ст. как «враг народа» и помещён в Таштюрьму.
Не дожил до своего освобождения всего несколько дней. 28 июня 1938 года из Москвы пришло постановление о его освобождении, однако 17 июня 1938 года, скорее всего был расстрелян.

## Награды
В феврале 1928 года был награждён орденом Красного Знамени.